# Rafael Santa Cruz (artista)
Rafael Luis Miguel Santa Cruz Castillo (Lima, Perú, 29 de septiembre de 1960 - ib., 4 de agosto de 2014) fue un actor y músico afroperuano.

## Biografía
Nacido en Lima en 1960, fue hijo del torero Rafael Santa Cruz y sobrino de los estudiosos del folklore afroperuano Victoria Santa Cruz y Nicomedes Santa Cruz.
A fines de la década de los ochenta, junto con su hermano Octavio Santa Cruz, formaron el conjunto Los Hermanos Santa Cruz & Afroperú.
Individualmente se ha presentado en varios escenarios internacionales y nacionales con conciertos y recitales didácticos. Entre sus conciertos se tienen: “Rafael Santa Cruz & Cajón Masters” en el Centro Cultural Peruano-Japonés (Lima, 2014), “Rafael Santa Cruz & Afroperú” en el Centro Cultural Peruano-Japonés (Lima, 2013), “Recordando a Nicomedes” en el ICPNA de Miraflores (Lima, 2011, 2012, 2013), "América Negra", en el Centro Cultural del Olivar (Lima, 2011), "100 años de música afroperuana", en el Centro Cultural de la PUCP (Lima, 2007), “Ritmos negros del Perú”, en el Centro Cultural de la PUCP (Lima, 2006), “Tiempos de Cajón”, en el Centro Cultural de la PUCP (Lima, 2005). 
Creador y director del Festival Internacional de Cajón y Percusión que desde 2018 lleva su nombre y de sus conciertos de gala “PERUCUSION. Timbres y colores del Perú” (Gran Teatro Nacional, Lima, Perú – 2013) y “PERKU-ETNIKO. Timbres y colores de América” (Gran Teatro Nacional, Lima, Perú – 2014)”.
Participó como invitado en grabaciones de Eva Ayllón, Carmina Cannavino, Lito Figueroa, Miki González, NSQ-NSC, Carlos Guerrero, Willy Rivera, Victoria y Nicomedes Santa Cruz, Patricia Saravia y Tierra Sur, entre muchos otros. 
Desde 2001 fue profesor del curso “Panorama de la Música Peruana” de la Escuela de Música de la Facultad de Artes Contemporáneas de la Universidad Peruana de Ciencias Aplicadas (UPC), también fue profesor de cajón del Centro Cultural de la Pontificia Universidad Católica del Perú desde 2000.
Como actor, participó en diversas telenovelas, obras de teatro y en el largometraje Reportaje a la muerte. Fue el primer actor negro a haber tenido un rol protagónico en una miniserie en el Perú. 
Protagonizó Otelo en una adaptación dirigida por Edgar Saba en el Teatro Municipal de Lima y actuó en la obra “El cantar de los cantares”, dirigida también por Edgar Saba, en el Centro Cultural de la PUCP (Lima). 
En 2004 condujo el programa Magacín sabatino para CPN Radio. En 2007 dirigió la obra musical “Latido negro” en el GALA Theater (Washington D. C. - USA).
Falleció víctima de un ataque cardíaco en su domicilio a la 1 de la madrugada del 4 de agosto de 2014. En la tarde del día anterior había realizado su última presentación en la Feria del Hogar. Su cuerpo fue velado en el Museo de la Nación de San Borja y posteriormente fue cremado, las cenizas fueron entregadas a la familia.

## Obra
- El Cajón Afroperuano, Lima, 2004.

## Discografía

### Los Hermanos Santa Cruz & Afroperú
- Eribo Maka Maka (1991)
- Sin Límites (1992)
- Afroperú (1995)
- Ya no soy Negro (1999) EDG Discos
- Hermanos Santa Cruz Grandes Éxitos (2000).

## Trayectoria

### Telenovelas
- Natacha
- Milagros
- La Rica Vicky
- Amor Serrano
- Los del Solar
- Qué buena raza
- Eva del Edén
- Demasiada belleza (2004)
- Pide un milagro (2006)
- Condominio S.A.

### Teatro
- Tetralenon
- Sueño de una noche de verano
- Made in Perú
- Otelo

## Récord Guiness
Organizó el «II Festival Internacional del Cajón Peruano» realizado en la ciudad de Lima-Perú el 11 de abril de 2009 en el cual le fue reconocido el récord mundial del mayor número de cajoneros en todo el mundo tocando juntos. Los cajoneros reunidos bajo la dirección del maestro Marco Oliveros interpretaron su obra titulada “La fiesta del cajón”, en homenaje a los cajoneros desaparecidos y al cajón como instrumento musical.